# Alcippe de Huet
Alcippe hueti
Espèce
Statut de conservation UICN

LC : Préoccupation mineure
L'Alcippe de Huet (Alcippe hueti) est une espèce d'oiseaux passereaux de la famille des Pellorneidae.

## Habitat et répartition
Cet oiseau vit dans le sud-est de la Chine et sur l'île de Hainan. Il habite les forêts tropicales et subtropicales de moyenne altitude.

## Sous-espèces
- Alcippe hueti hueti
- Alcippe hueti rufescentior